# Monte Aprazível (ort)
Monte Aprazível är en ort i Brasilien.   Den ligger i kommunen Monte Aprazível och delstaten São Paulo, i den södra delen av landet, 600 km söder om huvudstaden Brasília. Monte Aprazível ligger 480 meter över havet och antalet invånare är 16 308.
Terrängen runt Monte Aprazível är platt. Närmaste större samhälle är Tanabi, 17,6 km norr om Monte Aprazível.
Omgivningarna runt Monte Aprazível är en mosaik av jordbruksmark och naturlig växtlighet. Runt Monte Aprazível är det ganska tätbefolkat, med 90 invånare per kvadratkilometer.